# Thierry Fischer
Thierry Fischer (28 settembre 1957) è un direttore d'orchestra e flautista svizzero.

## Biografia
Fischer è nato nella Rhodesia Settentrionale (l'odierno Zambia), allora parte della Federazione della Rhodesia e del Nyasaland; da genitori svizzeri. Ha studiato flauto con Aurèle Nicolet e ha iniziato la sua carriera musicale come flauto principale ad Amburgo e all'Opernhaus di Zurigo, dove ha studiato partiture con Nikolaus Harnoncourt. Ha iniziato la sua carriera di direttore attorno ai 30'anni, dirigendo i suoi primi concerti con la Chamber Orchestra of Europe, dove è stato flauto principale sotto Claudio Abbado.
Dal 1997 al 2001 Fischer è stato direttore principale della Het Balletorkest (ex Nederlands Balletorkest). Nel 2001 è diventato direttore principale della Ulster Orchestra a Belfast, ruolo che ha ricoperto fino al 2006. Nel settembre 2006 è diventato direttore principale della BBC National Orchestra of Wales (BBC NOW) e ha concluso il suo incarico dopo la stagione 2011-2012. Durante questo periodo si è esibito ai BBC Proms ogni anno e ha anche fatto tournée a livello internazionale.
Al di fuori dell'Europa, Fischer è stato direttore principale dell'Orchestra Filarmonica di Nagoya da aprile 2008 a febbraio 2011. Ora ha il titolo di direttore ospite onorario con la filarmonica di Nagoya. Nel settembre 2016, l'Orchestra Filarmonica di Seul ha annunciato la nomina di Fischer come direttore principale ospite, con decorrenza gennaio 2017, con un contratto iniziale di 3 anni.
Negli Stati Uniti Fischer è diventato direttore musicale della Utah Symphony nel settembre 2009, inizialmente con un contratto di 4 anni. Nel febbraio 2012 la Utah Symphony ha annunciato l'estensione del contratto iniziale di Fischer per tutta la stagione 2015-2016. Nel maggio 2014 l'orchestra ha ulteriormente esteso il suo contratto per tutta la stagione 2018-2019. Nel maggio 2017 l'orchestra ha annunciato la sua più recente estensione del contratto nella Utah fino alla stagione 2021-2022. Nel maggio 2019, la Utah Symphony ha annunciato che Fischer avrebbe concluso il suo incarico come direttore musicale alla fine del suo attuale contratto, alla fine della stagione 2021-2022.
Nell'ottobre 2016 Fischer ha diretto per la prima volta l'Orquestra Sinfônica do Estado de São Paulo (OSESP). A giugno 2019 la OSESP ha annunciato la nomina di Fischer come successivo direttore musicale, in vigore dal 2020, con un contratto iniziale fino al 2024.

## Incisioni
Fischer ha realizzato diverse registrazioni, in particolare la musica orchestrale del compositore svizzero Frank Martin per Deutsche Grammophon, che è stata nominata per un Gramophone Classical Music Awards. Ha anche registrato diversi CD per l'etichetta Hyperion, inclusa musica di Florent Schmitt e Jean Françaix; ha registrato Stravinskij per Signum e Orfeo e ha registrato un disco di musica di Beethoven per Aparte. La sua registrazione nel 2012 dell'opera Der Sturm di Frank Martin, con la Radio Philharmonic Orchestra e il Coro dei Paesi Bassi, ha ricevuto l'International Classical Music Award. Ha anche registrato la Sinfonia n. 1 e la Sinfonia n. 8 di Mahler con la Utah Symphony e il Mormon Tabernacle Choir su Reference Records.

## Vita privata
Fischer e sua moglie hanno tre figli. La famiglia vive in Svizzera.